# Список губернаторов Ямайки
Список губернаторов Ямайки со времени её оккупации Испанией в 1509 году до признания независимости от Соединенного Королевства в 1962 году. Губернаторы Ямайки после обретения независимости представлены в статье Генерал-губернаторы Ямайки.

## Испанские губернаторы Сантьяго (1510—1660)
Испания заявила претензии на Ямайку в 1494 году, когда Христофор Колумб впервые высадился на остров. Испания оккупировала остров в 1509 году, назвав его Сантьяго. Второй губернатор, Франсиско де Гарай, основал город Вилла-де-ла-Вега, известный ныне как Спаниш-Таун, и объявил его столицей колонии.
Известные ныне испанские губернаторы острова:
- Хуан де Эскивель, 1510—1514
- Франсиско де Гарай, 1514—1523
- Педро де Масуэло, 1523—1526
- Хуан де Мендегуррен, 1526—1527
- Сантино де Раса, 1527—1531
- Гонсало де Гузман,? −1532
- Мануэль де Рохас, 1532- ?, первый раз
- Хиль Гонсалес де Авила, 1533? − 1534?
- Мануэль де Рохас, 1536- ?, второй раз
- Педро Кано, 1539 -?, первый раз
- Франсиско де Пина, 1544?
- Хуан Гонсалес де Инохоса, 1556?
- Педро Кано, 1558 ?, второй раз
- Блас де Мело, 1565?
- Хуан де Гаудель, 1567? −1572?
- Эрнан Манрике де Рохас, 1575?
- Иньиго Фуэнтес,? −1577
- Родриго Нуньес де ла Пенья, 1577—1578
- Лукас дель Валье Альварадо, 1578—1583 ?, первый раз
- Диего Фернандес де Меркадо, 1586?
- Лукас дель Валье Альварадо, 1591 ?, второй раз
- Гарсия дель Валье, 1596?
- Фернандо Мельгарехо Кордова, 1596—1606
- Алонсо де Миранда, 1607—1611
- Педро Эспехо Барранко, 1611—1614
- Андрес Гонсалес де Вера, 1614-?
- Себастьян Лоренцо Романо, 1620?
- Франциско Терриль, 1625—1632
- Хуан Мартинес Арана, 1632—1637
- Габриэль Пеньялвер Ангуло, 1637—1639
- Хасинто Седеньо Альборнос, 1639—1640, первый раз
- Франциско де Ладрон Сегама, 1640—1643
- Алькадес, 1643—1645
- Себастьян Фернандес де Гамбоа, 1645—1646
- Педро Кабальеро, 1646—1650
- Хасинто Седеньо Альборнос, 1650, второй раз
- Франсиско де Проэнса, 1650—1651, первый раз
- Хуан Рамирес де Арельяно, 1651—1655
- Франсиско де Проэнса, 1655—1656, второй раз
- Кристобаль Арнальдо Исази, 1656—1660

## Британские наместники (1655—1661)
В 1655 году англичане во главе с адмиралом сэром Уильямом Пенном и генералом Робертом Венаблзом захватили остров и успешно отбивали контратаки испанских войск в течение нескольких последующих лет.
- Адмирал сэр Уильям Пенн, 11 мая 1655—1655
- Генерал Роберт Венаблз, 1655
- Эдвард Д`Ойли, 1655—1656, первый раз
- Уильям Брэйн, 1656—1657
- Эдвард Д’Ойли, 1657—1661, второй раз

## Британские губернаторы Ямайки (1661—1662)
В 1661 году Англия начала колонизацию острова.
- Эдвард Д’Ойли, 1661-август 1662
- Томас Хикман, лорд Виндзор, август 1662-ноябрь 1662

## Британские вице-губернатора Ямайки (1662—1671)
- Уильям Литтлтон, 1662—1663
- Томас Линч, 1663—1664, первый раз
- Эдвард Морган, 1664
- Сэр Томас Модифорд, 1664-август 1671

## Лейтенант-губернаторы Ямайки (1671—1690)
В 1670 году Мадридский договор узаконил английские претензии на остров.
- Сэр Томас Линч, август 1671-ноябрь 1674, второй раз
- Сэр Генри Морган, 1674—1675, первый раз
- Джон Вон, 1675—1678
- Сэр Генри Морган, 1678, второй раз
- Чарльз Говард, 1678—1680
- Сэр Генри Морган, 1680—1682, третий раз
- Сэр Томас Линч, 1682—1684, третий раз
- Хендер Молсуорт, 1684-декабрь 1687
- Кристофер Монк, 1687—1688
- Хендер Молсуорт, 1688—1689
- Фрэнсис Уотсон, 1689—1690

## Губернаторы Ямайки (1690—1962)
- Уильям О`Брайен, 1690—1691
- Джон Уайт, 1691—1692
- Джон Бёрден, 1692—1693
- Сэр Уильям Бистон, март 1693-январь 1702
- Уильям Селвин, январь-апрель 1702
- Питер Бекфорд, 1702
- Томас Хэндасайд, 1702—1711
- лорд Арчибальд Гамильтон, 1711—1716
- Питер Хейвуд, 1716—1718
- Сэр Николас Лоус, 1718—1722
- Генри Бентинк, герцог Портленд, 1722-4 июля 1726
- Джон Эйскауф, 1726—1728, первый раз
- Роберт Хантер 1728-март 1734
- Джон Эйскауф, 1734—1735, второй раз
- Джон Грегори, 1735, первый раз
- Генри Каннингем, 1735—1736
- Джон Грегори, 1736—1738, второй раз
- Эдвард Трелони, 1738—1752
- Чарльз Ноулз, 1752 — январь 1756
- Сэр Генри Мур, февраль 1756-апрель 1756, первый раз
- Джордж Холден, апрель 1756 — ноябрь 1759
- Сэр Генри Мур, ноябрь 1759—1762, второй раз
- Уильям Литтлтон, 1762—1766
- Роджер Хоуп Эллетсон, 1766—1767
- Сэр Уильям Трелони, 1767-декабрь 1772
- Джон Дэйлинг, декабрь 1772—1774, первый раз
- Сэр Бэзил Кейт, 1774—1777
- Джон Дэйлинг, 1777—1781, второй раз
- Арчибальд Кэмпбл, 1781—1784, действуя с 1783 года
- Алуред Кларк, 1784—1790
- Томас Ховард, 1790-19 ноября 1791
- Сэр Адам Уильямсон, 1791—1795
- Александр Линдси, 1795—1801
- Сэр Джордж Наджент, 1801—1805
- Сэр Эр Кут, 1806—1808
- Уильям Монтегю, герцог Манчестер, 1808—1821
- Сэр Джон Кин, 1827—1829
- Сомерсет Лаури-Корри, 2-й граф Белмор, 1829—1832
- Джордж Катберт 1832, первый раз
- Константин Генри Фиппс, 1832—1834
- Сэр Амос Норкотт, 1834
- Джордж Катберт, 1834, второй раз
- Хоу Питер Браун, 2-й маркиз Слайго, 1834—1836
- Сэр Лайонел Смит, 1836—1839
- Сэр Чарльз Теофилус Меткалф, 1839—1842
- Граф Элгин, 1842—1846
- Джордж Генри Фредерик Беркли, 1846—1847
- Сэр Чарльз Эдвард Грей, 1847—1853
- Сэр Генри Баркли, 1853—1856
- Эдвард Уэллс Белл, 1856—1857
- Чарльз Генри Дарлинг, 1857—1862
- Эдвард Джон Эйр, 1862—1865
- Сэр Генри Найт Сторкс, 12 декабря 1865 — 16 июля 1866
- Сэр Джон Питер Грант, 1866—1874
- В. А. Г. Янг, 1874
- Сэр Уильям Грей, 1874-январь 1877
- Эдвард Эверард Рашуот Манн, январь 1877 года
- Сэр Энтони Масгрейв, январь 1877—1883
- Сомерсет М. Вайсман Кларк, 1883
- Доминик Джакотин Гэмбл, 1883
- Сэр Генри Уайли Норман, 1883—1889
- Уильям Клайв Джастис, 1889
- Сэр Генри Артур Блейк, 1889—1898
- Генри Джардин Холлоуиз, 1898
- Сэр Уильям Лоусон Август Хемминг, 1898—1904
- Сидней Холден Оливье, 1904, первый раз
- Хью Кларенс Борн, 1904, первый раз
- Сэр Джеймс Александр Светтенхэм, 30 сентября 1904—1907
- Хью Кларенс Борн, 1907, действуя, второй раз
- Сидней Холдейн Оливье, 16 мая 1907 — январь 1913 года
- Филипп Кларк Корк января 1913 — 7 марта 1913 года
- Сэр Уильям Генри Мэннинг, 7 марта 1913 — 11 мая 1918
- Роберт Джонстон, 11 мая — 11 июня 1918 года, исполняющий обязанности
- Сэр Лесли Пробин, 11 июня 1918 — 1924
- Герберт Брайан, 1924, первый раз
- Сэр Сэмюэль Герберт Уилсон, 29 сентября 1924 — июнь 1925
- Сэр Герберт Брайан, 1925, второй раз
- Сэр Артур Джефф, октябрь 1925-26 апреле 1926, первый раз
- Сэр Реджинальд Эдвард Стаббс, 26 апреля 1926 — 9 ноября 1932
- Сэр Артур Джефф, 9 ноября 1932 — 21 ноября 1932, второй раз
- Сэр Александр Рансфорд Слейтер, 21 ноября 1932 — апрель 1934
- Сэр Артур Джефф, апрель 1934-24 октября 1934, третий раз
- Сэр Эдвард Брандис Денхэм, 24 октября 1934 — 2 июня 1938
- Чарльз Кэмпбелл Вулли, 2 июня 1938 — 19 августа 1938
- Сэр Артур Фредерик Ричардс, 19 августа 1938 — июль 1943
- Уильям Генри Флинн, июль 1943 — 29 сентября 1943
- Сэр Джон Хиггинс, 29 сентября 1943 — 7 апреля 1951
- Сэр Хью Фут, 7 апреля 1951 — 18 ноября 1957
- Сэр Кеннет Блэкбёрн, 18 декабря 1957 — 6 августа 1962

В 1962 году Ямайка получила независимость от Соединённого Королевства. С момента обретения независимости наместник на Ямайке имеет статус генерал-губернатора Ямайки.